# Eomaia

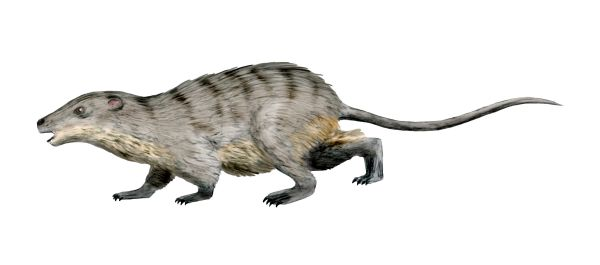
Реставрація

Eomaia («світанкова мати») — рід вимерлих викопних ссавців, що включає один вид Eomaia scansoria, виявлений у породах, знайдених у формації Ісянь, провінція Ляонін, Китай, і датований барремським періодом нижньої крейди приблизно 125 мільйонів років тому. Єдиний викопний екземпляр цього виду має 10 сантиметрів у довжину і є практично повним. Орієнтовна вага тіла становить 20–25 г. Він надзвичайно добре зберігся для екземпляра, якому 125 мільйонів років. Попри те, що череп скам'янілості роздавлений, видно його зуби, крихітні кістки ніг, хрящі та навіть хутро.

## Класифікація
У 2013 році О'Лірі та ін. опублікували масштабне дослідження взаємин ссавців (включаючи викопні види). Дослідження, у якому досліджувався 4541 анатомічний ознака 86 видів ссавців (включаючи Eomaia scansoria), виявило «100% підтвердження того, що Eomaia не належить до Eutheria як стовбуровий таксон до Theria, і тому не може вважатися плацентарним або евтерієвим як раніше висунуті гіпотези. Результати цього дослідження підсумовані на кладограмі нижче.
|  | Henkelotherium guimarotae        |
|  |                                  |
|  | Zhangheotherium quinquecuspidens |
|  |                                  |

|  | Eomaia scansoria |
|  |                  |
|  | Theria           |
|  |                  |

|  | Henkelotherium guimarotae        |
|  |                                  |
|  | Zhangheotherium quinquecuspidens |
|  |                                  |

|  | Eomaia scansoria |
|  |                  |
|  | Theria           |
|  |                  |

|  | Henkelotherium guimarotae        |
|  |                                  |
|  | Zhangheotherium quinquecuspidens |
|  |                                  |

|  | Eomaia scansoria |
|  |                  |
|  | Theria           |
|  |                  |

|  | Henkelotherium guimarotae        |
|  |                                  |
|  | Zhangheotherium quinquecuspidens |
|  |                                  |

|  | Eomaia scansoria |
|  |                  |
|  | Theria           |
|  |                  |